# Niederkappel
Niederkappel település Ausztriában, Felső-Ausztria tartományban, a Rohrbachi járásban , területe 23 km².

## Fekvése
Tengerszint feletti magassága 549 méter. Niederkappel Hofkirchen im Mühlkreis, Putzleinsdorf, Lembach im Mühlkreis, Altenfelden, Kirchberg ob der Donau és Haibach ob der Donau településekkel határos.

## Népesség
Lakosainak száma 985 fő (2018. január 1.).